# Pan Afrikan Peoples Arkestra
Das Pan Afrikan Peoples Arkestra ist eine im Avantgarde-Jazz angesiedelte amerikanische Bigband, deren Vorgänger Ende 1961 gegründet wurde. Im Lauf der Jahrzehnte haben dem heute noch in Los Angeles bestehenden Ensemble, das ein festes Repertoire afroamerikanischer Komponisten aufführt, mehr als 300 Musiker angehört.

## Tapscott und das Pan Afrikan Peoples Arkestra
Nach einigen Jahren der Tourneen mit Lionel Hampton beschloss der Pianist und Komponist Horace Tapscott 1961, dessen Band zu verlassen; er kehrte nach Los Angeles zurück, um dort mit seiner Familie zu leben und eine eigene Band zu gründen, „um schwarze Musik zu bewahren.“ Horace Tapscott mochte das Wort „Jazz“ nie. Für ihn war es „schwarze Musik“. In seiner Autobiographie erklärte er:
„Ich wollte die Musik der schwarzen Amerikaner und die panafrikanische Musik bewahren, lehren, zeigen und aufführen, sie bewahren, indem ich sie spiele und schreibe und sie in die Gemeinschaft trage. Darum ging es, Teil der Community zu sein, und das ist der Grund, warum ich Hamps Band an diesem Abend verlassen habe.“
Gemeinsam mit anderen Musikern wie Lester Robertson und Linda Hill gründete er 1961 die Underground Musicians Association als ein Gemeinschaftsprojekt, mit dem die emanzipative Bildungsarbeit in der afroamerikanischen Gemeinschaft von Watts unterstützen werden sollte. Wie die Chicagoer Association for the Advancement of Creative Musicians oder die Black Artists Group in St. Louis wurde diese Organisation auch gegründet, um die lokale Musiker- und Kulturszene zu stärken. Vermutlich 1963 ging die Union of God’s Musicians and Artists Ascension (UGMAA) aus der früheren Underground Musicians Association hervor. Neben Musikern wurden nun auch Dichter, Tänzer und weitere Kulturschaffende aufgenommen. Die Vereinigung befasste sich mit explizit afrozentrischer Pädagogik und wurde bei ihren Bemühungen in der Verbesserung der Nachbarschaften und ihrer Weiterbildung von den United Clergymen von Los Angeles unterstützt.
Ende 1961 gründete Tapscott mit anderen Musikern in Los Angeles die Band, die sich zum Pan Afrikan Peoples Arkestra entwickelte, mit der Pianistin Linda Hill, den Bläsern Lester Robertson, Jimmy Woods und Guido Sinclair und den Bassisten David Bryant und Alan Hines. 1962 kam der Schlagzeuger Leroy Brooks hinzu, bald auch Arthur Blythe. Nach einigen Monaten Probenarbeit trat das Ensemble jeden Sonntag im South Park auf; die Konzerte kosteten keinen Eintritt. Nach dem Umzug in das Haus des Künstlers Percy Smith 1963 wuchs die Band weiter. Auch kam es nun zu Schulkonzerten; Programme für Senioren und für Hospitalisierte folgten.
Zum Pan Afrikan Peoples Arkestra gehörten seit Mitte der 1960er Jahre auch Musiker wie Azar Lawrence, Will Connell, David Murray, Butch und Wilber Morris, die später alle nach New York gingen. Die Formation wurde 1971 in Pan Afrikan Peoples Arkestra umbenannt. Pan Afrikan, weil die Musik von allen afrikanischen Völkern stammt. Der Wortbestandteil Ark, sollte an Noahs Arche erinnern und daran, dass damit die afroamerikanische Musik bewahrt wurde, ein „kulturelles Safehouse“. Der Name der Band und ihr eklektischer Avantgardismus war vom Sun Ra Arkestra inspiriert, doch anders als dort war die Band aus Los Angeles – auch wenn Tapscott konzeptionell und organisatorisch eine Führungsrolle innehatte – nicht um eine Person und deren ästhetische Vision zentriert, sondern beinhaltete eine Reihe von außergewöhnlichen Musikern mit starken Persönlichkeiten. Tapscott und die anderen frühen Mitglieder des Pan Afrikan Peoples Arkestra sahen es als ihre Aufgabe an, dem entstehenden Netzwerk junger, radikaler, schwarzer Künstler in Los Angeles mehr Zusammenhalt zu verleihen und Jazz und andere Formen afroamerikanischer Kunst ins Bewusstsein der Gemeinschaft zurückzubringen.
1971 erhielt die Formation eine monatliche Residenz in der Immanuel United Church of Christ, die über ein Jahrzehnt andauerte, während sie zunächst immer noch in den Nachbarschaften des südlichen Los Angeles auftrat. Bereits seit Mitte der 1960er Jahre hatte er die Vorbereitung der Arrangements und die Leitung bei den Proben an Ernest Straughter abgegeben. Nach dessen Weggang nahm Fuasi Abdul-Khaliq und ab 1977 dann Jesse Sharps seine Funktion ein.
Um 1977 herum organisierte Tapscott mit Hilfe einiger alter Kollegen und vieler neuer Gesichter das Pan Afrikan Peoples Arkestra neu. Die Arkestra-Auftritte umfassten nun neben der Musik auch Gesang, Tanz und Poesie. Die Musik wurde nicht vom Blatt gespielt, sondern auswendig gelernt; es ging darum, alles über die Musik zu erfahren und „dann zu versuchen, sie so aufzuführen, dass es so war, als würde man die Gedanken von jemandem in Klängen choreographieren.“ Spätestens seit dieser Zeit konzentrierten sich die Bemühungen der UGMAA auf die Organisation von Gemeinschaften und die Ermächtigung seiner afroamerikanischen Community in der Stadt. Ihr gehörten nun alle Musiker des Pan Afrikan Peoples Arkestra an; Jason C. Bivins zufolge hatte sie sogar die Funktion einer „Ersatz-Kirche“. Schon bald nach dem Neubeginn wurde der Produzent Tom Albach auf die Formation aufmerksam und wollte eine Reihe von Alben für sein Label Nimbus Records aufnehmen. 1994 ging Tapscott mit Arkestra auf Europatournee; als Gastsolisten konnte er Arthur Blythe gewinnen. 1995 kam es zu einem Auftritt der Formation beim Moers Festival.
Die Musik des Arkestra war in Los Angeles während der Turbulenzen der Bürgerrechtsbewegung, des Todes von Martin Luther King und Malcolm X, der Wirtschaftskrise der 1970er-Jahre, der Unruhen in Los Angeles 1992 und der anhaltenden Kriege der 1990er-Jahre zu hören. Von seiner Basis in Watts ging das Musikerkollektiv an die Basis; seine Mitglieder spielten für die Menschen, organisierten Spendenaktionen in Parks und Kaffeehäusern, veranstalteten Teach-ins und Workshops für Jung und Alt und mischten sich mit radikalen Theatergruppen, Dichtern, politischen Radikalen, Nachbarschaftsgruppen und Kirchengemeinden.
Tapscotts Absichten mit dem Arkestra, die darin bestanden das afroamerikanische musikalische Erbe zu bewahren und in der gesamten Gemeinschaft aufzuführen, um alle daran teilhaben zu lassen, sie damit zu bilden und zu erheben, wurden vermutlich von allen, die der Formation länger angehörten, geteilt. Einer der bekanntesten Songs des Arkestra, „The Dark Tree“, erklärt er in seiner Autobiographie, „hat mit dem Baum des Lebens einer dunklen Rasse zu tun, an dem alle vorbeigingen, und an seiner ganzen Geschichte. Der ganze Baum einer Zivilisation wurde einfach übergangen und im Dunkeln gelassen, aber da stand er still.“ Dieses Konzept von „The Dark Tree“ steht in direktem Zusammenhang mit seinen Bemühungen, schwarze Musik zu schützen und zu bewahren. Die Idee sei so zentral für Tapscott und das Pan Afrikan Peoples Arkestra, dass Steven L. Isoardi dieses Bild für sein gleichnamiges Buches wählte.

## Das Arkestra nach 1999
Nach dem Tod von Horace Tapscott 1999 bestand das Arkestra weiter, konzertierte aber in einer niedrigeren Frequenz. Es gab wenigstens einmal im Jahr Auftritte. Das Arkestra trug damit weiter dazu bei, die Black-Arts-Bewegung des kulturellen Aktivismus in Los Angeles zu prägen. Sein Leiter war seit 1999 Michael Session, der der Formation seit 1974 angehört. Seit 2018 leitet sein Sohn Mekala Session die Band, der weiterhin auch Stammpersonal aus früheren Jahrzehnten wie sein Vater, Jesse Sharps oder Roberto Miranda angehörten.
Das Repertoire der aufgeführten Werke blieb relativ konstant: Seit langem zum Bestand gehörende Werke von Lester Robinson und Jesse Sharp werden weiterhin zu Gehör gebracht. Stücke von Linda Hill und Horace Papscott, die bereits in den 1970er Jahren vom Arkestra interpretiert wurden, wurden 2020 neu aufgenommen. Mittlerweile wird auch aktiv auf die Tondokumente im Nachlass von Tapscott zurückgegriffen, um untergegangene Stücke aus dem Repertoire des Orchesters wieder zu entdecken.
Zum 60-jährigen Jubiläum der Formation erschien ein Dokumentarfilm The Gathering: Roots & Branches of Los Angeles Jazz, in dem auch Aufnahmen aus dem Jahr 2005 gezeigt werden, in denen in der Band Veteranen wie Phil Ranelin gemeinsam mit damals am Beginn ihrer Karriere stehenden jungen Musikern wie Kamasi Washington arbeiten.

## Veröffentlichungen
Mike Sonksen zufolge hat das Arkestra, obwohl es mehrere Jahrzehnte lang bei Veranstaltungen aufgetreten ist, nur wenige Aufnahmen gemacht und Alben veröffentlicht. Die Formation war nie auf kommerziellen Erfolg aus; sie war zu sehr damit beschäftigt, in öffentlichen Parks, Schulen, Kirchen, Gefängnissen und überall dort, wohin sie gerufen wurde, Musik zu machen. „Wir haben viele Dinge in der Gemeinde getan, für die wir nicht geworben haben, weil wir sie nur für die Gemeinde gemacht haben“, fasste Tapscott diese Haltung in seiner Autobiografie zusammen.
Vom Vorläufer des Ensembles existiert eine frühe Aufnahme „The Golden Pearl“, vermutlich aus dem Jahr 1962, die aber erst 2023 veröffentlicht wurde. Erste Aufnahmen mit der regulären Formation entstanden 1970 (u. a. mit Butch Morris, Will Connell, Arthur Blythe, Linda Hill und David Bryant), als drei Nummern für eine Aufführung des Theaterstücks La Tragédie du roi Christophe (1963) von Aimé Césaire mitgeschnitten wurden, die jedoch zunächst unveröffentlicht blieben. Die Band spielte auf ihrem Debütalbum Flight 17 (1978) fünf Kompositionen verschiedener Mitglieder der Gruppe; keine davon war von Tapscott geschrieben, was den nicht auf ihn zentrierten Charakter der Formation verdeutlicht. Zwei weitere Alben mit dem Pan Afrikan Peoples Arkestra erschienen noch in den 1970er Jahren. Weitere Veröffentlichungen mit Mitschnitten aus dieser Ära Tapscott erschienen in den letzten Jahren. Erst 2020 veröffentlichte die Formation auf einer EP wieder Aufnahmen aus der Gegenwart.

## Diskographie
| Album                                       | Label                          | Aufnahme  | Veröffentlichung | Interpret/Hinweise |
| ------------------------------------------- | ------------------------------ | --------- | ---------------- | --- |
| Seize the Time                              | Vault                          | 1969      | 1969             | Elaine Brown (nicht namentlich aufgeführt; das Pan Afrikan Peoples Arkestra oder einige seiner Musiker spielen in Arrangements von Tapscott) |
| Flight 17                                   | Nimbus                         | 1978      | 1978             | Pan Afrikan Peoples Arkestra Conductor Horace Tapscott                                                                                       |
| The Call                                    | Nimbus                         | 1978      | 1978             | Horace Tapscott Conducting the Pan Afrikan Peoples Arkestra                                                                                  |
| Live at I. U. C. C.                         | Nimbus West Records            | 1979      | 1979             | Horace Tapscott with the Pan-Afrikan Peoples Arkestra                                                                                        |
| I Want Some Water                           | Nimbus West Records            | 1979      | 2004             | Billie Harris (das Arkestra spielt nur auf „Many Nights Ago“)                                                                                |
| Sharps and Flats                            | Nimbus West Records            | 1986      | 2004             | Jesse Sharps Quintet & P.A.P.A. (das Arkestra spielt nur auf „McKowsky's First Fifth“)                                                       |
| The Dark Tree                               | University of California Press | 1969–76   | 2006             | Beilage des Buchs The Dark Tree. Jazz and Community Arts in Los Angeles von Steven L. Isoardi                                                |
| Why Don’t You Listen? Live at LACMA, 1998   | Dark Tree                      | 1998      | 2019             | Horace Tapscott with the Pan-Afrikan Peoples Arkestra and the Great Voice of UGMAA                                                           |
| Ancestral Echoes: The Covina Sessions, 1976 | Nimbus West Records            | 1976      | 2020             | Horace Tapscott with the Pan-Afrikan Peoples Arkestra                                                                                        |
| Nyja's Theme / Little Africa                | The Village/Bandcamp           | 2020      | 2020             | Pan Afrikan Peoples Arkestra |
| Live at Century City Playhouse 9/9/79       | Nimbus West Records            | 1979      | 2021             | Horace Tapscott & Pan Afrikan Peoples Arkestra                                                                                               |
| 60 Years                                    | The Village                    | 1961–2019 | 2023             | The Pan Afrikan Peoples Arkestra |
| Live at Widney High December 26th, 1971     | The Village                    | 1971      | 2025             | The Pan Afrikan Peoples Arkestra |